# Landkreis Niesky
Der Landkreis Niesky (anfangs Landkreis Weißwasser-Görlitz) war ein Landkreis im Land Sachsen, der nach dem Zweiten Weltkrieg entstand und bereits 1952 im Rahmen der Verwaltungsreform in der DDR aufgelöst wurde. Der Landkreis hatte eine Fläche von 1252 km², sein Kreissitz war bis 1947 in Weißwasser, seitdem in Niesky.
Das ehemalige Kreisgebiet ist vollständig im Norden des im Jahr 2008 gebildeten Landkreises Görlitz (2106 km²) enthalten.

## Geschichte
Im Rahmen des Wiener Kongresses musste das Königreich Sachsen 1815 große Landesteile an Preußen abtreten, darunter auch mehr als die Hälfte der Oberlausitz. Der preußische Anteil der Oberlausitz wurde 1816 (mit Ausnahme des westlichen Zipfels) administrativ der Provinz Schlesien unterstellt. Auf dem Gebiet wurden die Landkreise Rothenburg, Görlitz und Lauban gegründet; 1825 wurde auch der westliche, bis dahin brandenburgische, Zipfel als Landkreis Hoyerswerda unter schlesische Verwaltung gestellt. Die Stadt Görlitz wurde 1873 als Stadtkreis aus dem Landkreis Görlitz ausgegliedert.
Als am Ende des Zweiten Weltkrieges die Oder-Neiße-Linie auch diesen Teil der Oberlausitz durchschnitt, lagen der Landkreis Hoyerswerda, der größere Teil des Landkreises Rothenburg und der kleinere Teil des Landkreises Görlitz im verbliebenen deutschen Gebiet; ein kleiner Teil des Landkreises Rothenburg, der größere Teil des Landkreises Görlitz sowie der Landkreis Lauban standen unter polnischer Verwaltung. Ebenfalls geteilt war die Stadt Görlitz. Durch Befehl der Sowjetischen Militäradministration wurde der westlich der Lausitzer Neiße gelegene Teil der Oberlausitz am 9. Juli 1945 in das Land Sachsen umgegliedert.
Im Oktober 1945 wurde die Kreisverwaltung des Rothenburger Kreises von der inzwischen peripher gelegenen Grenzstadt Rothenburg/O.L. in die weitaus größere Stadt Weißwasser verlagert und der Kreis anschließend in Landkreis Weißwasser umbenannt.
Am 16. Januar 1947 erfolgte der Zusammenschluss des Landkreises Weißwasser mit dem benachbarten Landkreis Görlitz zum neuen Landkreis Weißwasser-Görlitz mit Sitz in Weißwasser, die Stadt Görlitz blieb kreisfrei. Der Kreissitz wurde im September 1947 von der größten, jedoch sehr nördlich gelegenen Stadt Weißwasser in die zentral gelegene Stadt Niesky verlagert. Landrat wurde Friedrich August Heiden (SED). Erst am 12. Januar 1948 erfolgte die Umbenennung in Landkreis Niesky.
Bei der Kreisreform am 25. Juli 1952 wurde der Landkreis aufgeteilt und es entstanden (von Nord nach Süd) die Kreise Weißwasser (Bezirk Cottbus), Niesky und Görlitz-Land (beide Bezirk Dresden), dabei kam es auch noch zu kleineren Grenzverschiebungen (unter anderem Kromlau und der westliche Teil des Eigens).

## Wappen

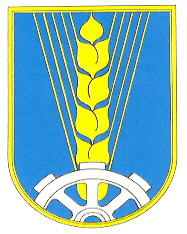
Wappen des Landkreises von 1950 bis 1952

Der Landkreis Niesky nutzte von 1950 bis zur Verwaltungsreform 1952 ein eigenes Wappen. Getreideähre und Zahnrad sollten die Landwirtschaft und Industrie des Kreises symbolisieren, während die Farben Blau und Gelb aus dem Wappen der Oberlausitz die Zugehörigkeit zur Oberlausitz symbolisieren sollten.
Blasonierung
In Blau mit goldenem Stabbord hinter einem wachsenden Zahnrad eine oben anstoßende goldene Getreideähre.